# محوطه انجیلاوند
محوطه انجیلاوند مربوط به دوران‌های تاریخی پس از اسلام است و در شهرستان ساوه، روستای انجیلاوند سفلی واقع شده و این اثر در تاریخ ۲۵ اسفند ۱۳۸۰ با شمارهٔ ثبت ۵۶۲۲ به‌عنوان یکی از آثار ملی ایران به ثبت رسیده است.